# 紹希爾
28°10′S 66°12′W / 28.167°S 66.200°W

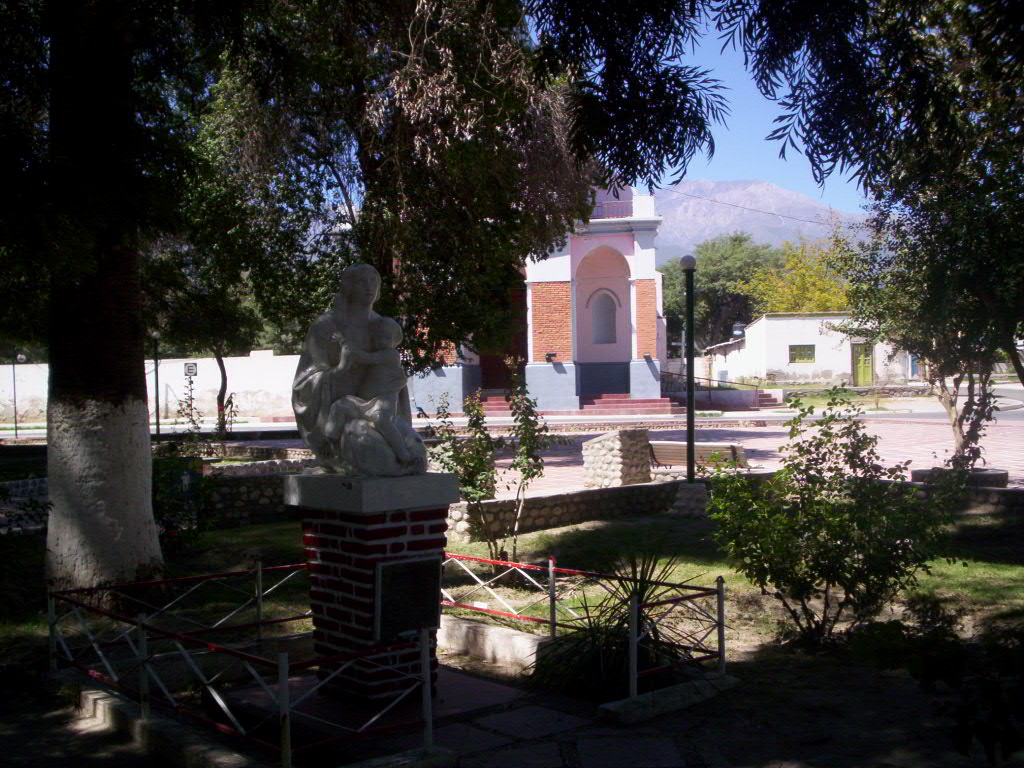
紹希爾

紹希爾（西班牙語：Saujil），是阿根廷的城鎮，位於該國西北部卡塔馬卡省，是波曼縣的首府，海拔高度902米，該城鎮在898年2月4日地震中受破壞，2010年人口2,368。